# Кокшанский завод

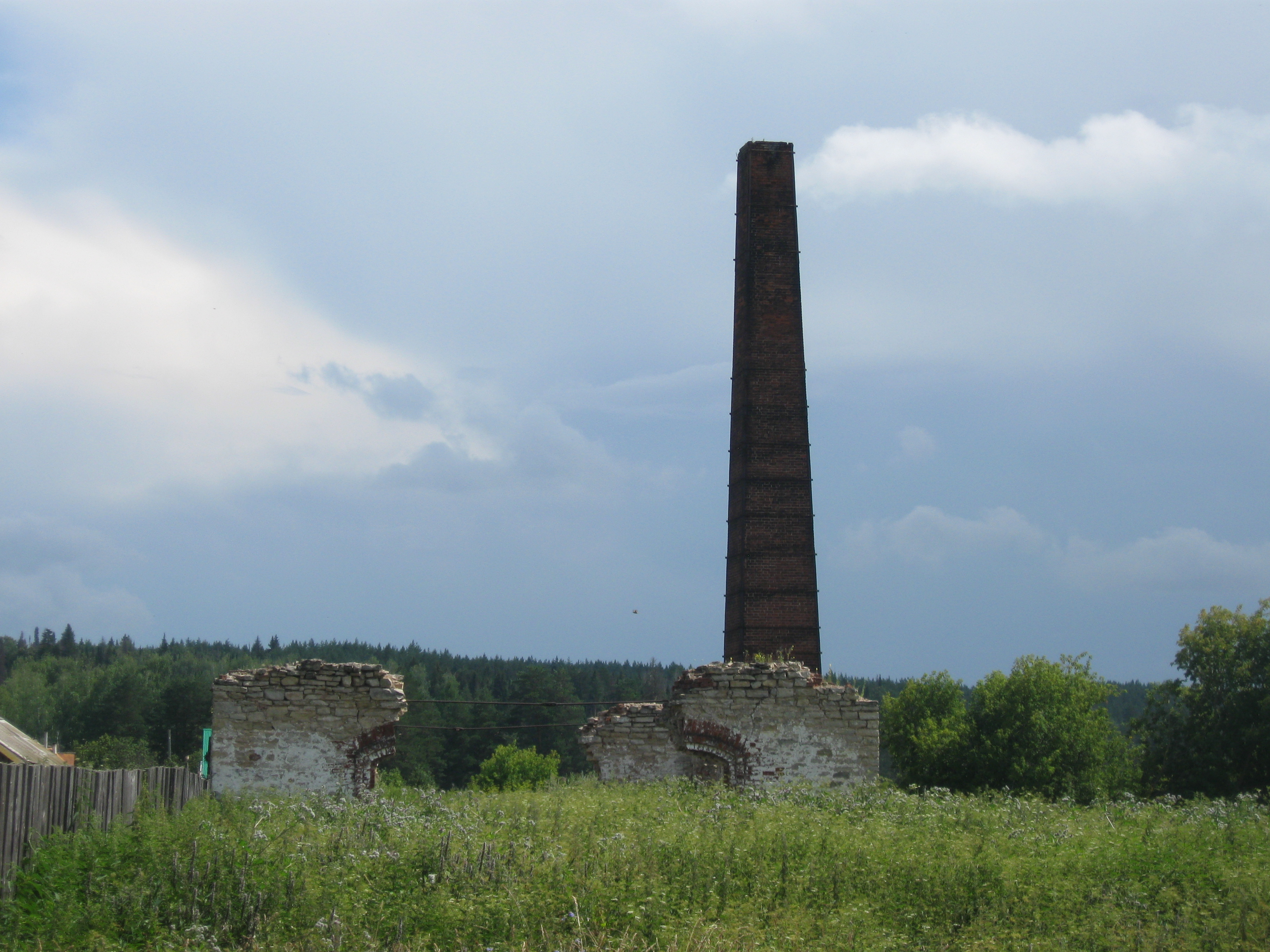
Руины одного из цехов Кокшанского завода в поселке Новый Кокшан современного Менделеевского района Республики Татарстан. Фото 2014 г.

Кокшанский химический завод — одно из крупнейших химических предприятий Российской империи, существовавшее с 1850 по 1925 г. Завод был основан в поселке Новый Кокшан Елабужского уезда Вятской губернии К. Я. Ушковым. Специализировался на выпуске хромпика, кислотоупорной керамики, медного и железного купороса. Закрыт в 1925 г. в связи с переводом производства в Первоуральск.

## История завода
Завод был открыт 28 сентября 1850 г. на основании разрешения Вятского губернского правления. Расположение производства в провинции способствовало его динамичному развитию в силу наличия дешевой рабочей силы и отсутствия продукции конкурентов на местном рынке. Уже в 1853 г., спустя три года после открытия, он демонстрировал свою продукцию на Всероссийской промышленной выставке и получил две медали от Департамента мануфактур. В 1860 г. завод был удостоен награды от Вольного экономического общества, а в 1865 г. ему было даровано право на использование государственного герба в деловых бумагах.
В 1899 г. Д. И. Менделеев писал: 

В большом размере добыча колчедана давно заведена на Урале Ушковым, и процветание его химического завода на Каме может служить указателем того, что можно сделать в отдаленных восточных частях России, если взяться за дело с настойчивостью и знанием. П. К. Ушков перерабатывает не только уральский колчедан в серную кислоту и затем в квасцы, но и в большом количестве хромистый железняк, который переделывает в хромпик. Хромовый завод Ушкова, начавшись с малых размеров, дорос в настоящее время до производства десятков тысяч пудов в год этой дорогой красильной соли и не только уничтожил ввоз к нам хромпика, но и послужил к вывозу этого материала за границу.— Д.И. Менделеев. "Сочинения".
Таким образом, Кокшанский завод на протяжении второй половины XIX столетия оставался одним из крупнейших химических заводов Российской империи, а по выработке хромпика был не только крупнейшим в России, но и одним из мировых лидеров. Если до его основания российские промышленники пользовались импортным немецким хромпиком, то в 1860-70-е гг. произведенный в Кокшане хромпик экспортировался в Англию, Голландию и Пруссию. В 1868 г. П. К. Ушковым в 15 километрах от Кокшанского завода был основан Бондюжский химический завод (в наши дни ОАО «Химический завод им. Л. Я. Карпова»), который впоследствии обошел Кокшанский по объёмам выработки. Однако Кокшанский завод не утратил своего лидирующего положения на рынке химической продукции.
После Октябрьской революции завод был национализирован, а в апреле 1925 г. предназначен к ликвидации (за исключением гончарного цеха, который был перенесен на Бондюжский завод). Часть рабочих и оборудования были переведены на химический завод в Первоуральске.

## Санитарное и экологическое состояние

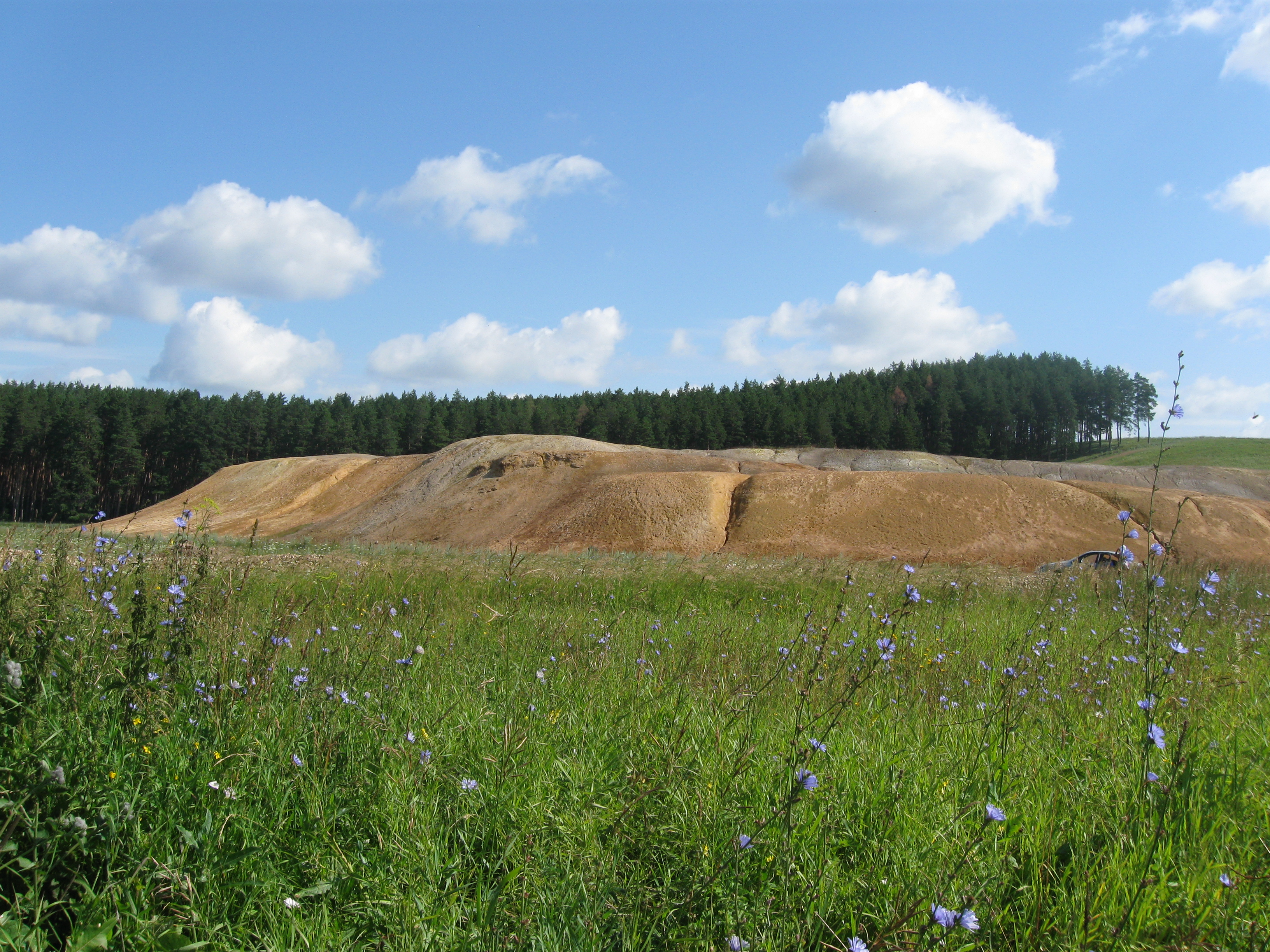
Один из отвалов химических отходов Кокшанского завода в поселке Новый Кокшан

Состояние окружающей среды вокруг завода и здоровье занятых на нём рабочих вызывали большие опасения у современников. Корреспонденты вятских газет отмечали, что поблизости с Кокшанским и Бондюжским заводами ощущается значительное насыщение воздуха токсичными газами, после спуска отработанных вод в реки в них мрет рыба. Широко распространялись сведения о крайне высокой смертности и заболеваемости среди служащих завода, но органы фабричного надзора не уделяли этому должного внимания. Выявить реальную санитарную ситуацию на производстве позволила командировка профессора медицины Казанского университета А. Г. Ге. В своем отчете он писал: 

Обращает на себя внимание один занимательный факт: из 164 человек рабочих, состоящих в данный момент на службе по хромкальному отделению Кокшанского химического завода, здоровых находится только 11 человек, то есть 6,6 %, остальные же 193 чел., или 93,4 % поголовно страдают более или менее значительным поражением носовой полости и что у значительной части найдено ещё поражение зева.— Ге А.Г. "Поражение носовой полости рабочих, приготовляющих двухромокислое кали"
Кроме того, в поселке Новый Кокшан современного Менделеевского района Республики Татарстан по-прежнему сохраняются отвалы отходов химического производства. В результате исследования, проведенного в Новом Кокшане учеными Елабужского института Казанского федерального университета, экологическая ситуация на месте бывшего завода получила широкое освещение в СМИ, и была инициирована прокурорская проверка. Установлено, что вещества, находящиеся в отвалах относятся к 3 классу опасности (умеренно опасные отходы). Степень воздействия на окружающую природную среду средняя. Экологическая система в данном месте нарушена, период её восстановления — не менее 10 лет после устранения источника воздействия. Прокуратура потребовала ликвидировать свалку химических отходов и привлечь виновных к ответственности.